# Předkolo kvalifikace na Mistrovství světa ve fotbale 2010 (CAF)
Tento článek popisuje podrobnosti Afrického předkola kvalifikace na Mistrovství světa ve fotbale 2010

## Formát
Formát předkola kvalifikace původně počítal s pěti páry nejslabších afrických týmů, které se střetnou ve dvouzápasovém bloku. CAF sestavila páry takto:
| Madagaskar                   | Komory                  |
| Somálsko                     | Svazijsko               |
| Svatý Tomáš a Princův ostrov | Středoafrická republika |
| Sierra Leone                 | Guinea-Bissau           |
| Seychely                     | Džibutsko               |

Na začátku srpna 2007 se Svatý Tomáš a Princův ostrov a Středoafrická republika vzdali boje o účast na MS, čímž došlo k situaci, kdy nebylo třeba, aby dva nejlepší týmy ze zbývajících osmi (Svazijsko a Seychely) pokračovali v předkole. Proto byly zformovány tři nové dvojice, které pak v říjnu a listopadu 2007 sehráli vzájemné zápasy. V případě dvojutkání mezi Džibutskem a Somálskem byl odehrán pouze jeden zápas, a to na půdě Džibutska, neboť FIFA shledává podmínky pro mezistátní zápasy v Somálsku za nevyhovující.

## Zápasy
| 14.10.2007 12:30 CET                                                   |       |                           |                                                                            |
| Madagaskar                                                             | 6 - 2 | Komory                    | Mahamasina Municipal Stadium, Antananarivo diváci: 7 754 rozhodčí: W.Kaoma |
| Andriantsima 30', 40', 49' (pen), 57' Rakotomandimby 65' Tsaralaza 79' |       | Midtadi 6' Ibor 53' (pen) | Mahamasina Municipal Stadium, Antananarivo diváci: 7 754 rozhodčí: W.Kaoma |

| 17.11.2008 13:00 CET |       |                                                       |                                                          |
| Komory               | 0 - 4 | Madagaskar                                            | Stade de Beaumer, Moroni diváci: 1 610 rozhodčí: J.Damon |
|                      |       | Nomenjanaharay 38', 52' Rakotomandimby 62' Robson 74' | Stade de Beaumer, Moroni diváci: 1 610 rozhodčí: J.Damon |

| 14.10.2007 17:30 CET |       |               |                                                            |
| Sierra Leone         | 1 - 0 | Guinea-Bissau | National Stadium, Freetown diváci: 25 000 rozhodčí: S.Mana |
| Kewullay 15'         |       |               | National Stadium, Freetown diváci: 25 000 rozhodčí: S.Mana |

| 17.11.2007 17:30 CET |       |              |                                                                   |
| Guinea-Bissau        | 0 - 0 | Sierra Leone | Estádio 24 de Setembro, Bissau diváci: 12 000 rozhodčí: J.Odartei |
|                      |       |              | Estádio 24 de Setembro, Bissau diváci: 12 000 rozhodčí: J.Odartei |

| 16.10.2007 14:00 CET |       |          |                                                                         |
| Džibutsko            | 1 - 0 | Somálsko | El Hadj Hassan Gouled, Djibouti diváci: 10 000 rozhodčí: K.Abdel Rahman |
| H. Yassin 84'        |       |          | El Hadj Hassan Gouled, Djibouti diváci: 10 000 rozhodčí: K.Abdel Rahman |

| Do další fáze postoupily reprezentace |              |           |
|                                       |              |           |
| Madagaskaru                           | Sierry Leone | Džibutska |